# スラヴコ・クヴァテルニク

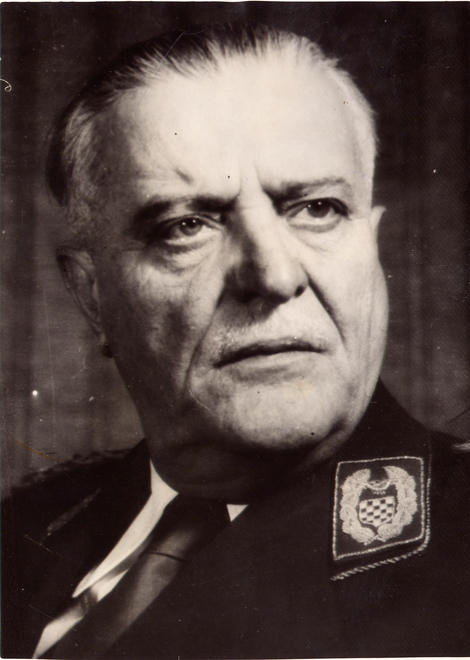
スラヴコ・クヴァテルニク

スラヴコ・クヴァテルニク（クロアチア語: Slavko Kvaternik、1878年8月25日 - 1947年6月7日）は、クロアチアの軍人、政治家。元帥。現在のプリモリェ＝ゴルスキ・コタル郡モラヴィツェ出身。

## 生涯
1871年にクロアチアで起きた武装蜂起の指導者エウゲン・クヴァテルニク（Eugen Kvaternik）の孫。
オーストリア＝ハンガリー軍に勤務し、1911年5月から第42ベンガル連隊の参謀大尉。第一次世界大戦に従軍し、1914年10月からスヴェトザル・ボロイェヴィッチ将軍の副官。1916年2月から1917年10月、第55歩兵師団参謀長、1918年5月に中佐に昇進。
戦後、大佐としてユーゴスラビア軍に入隊。アンテ・パヴェリッチと共にクロアチア民族主義運動に参加し、ウスタシャのNo.2となった。1941年4月10日、クロアチア独立国の宣言文をラジオで読み上げ、翌11日、擁護に対する感謝とクロアチアが枢軸国側に立つことについて、ドイツ総統アドルフ・ヒトラー宛てに電信を送った。4月12日、クロアチア独立国政府を組閣したが、ドイツの命令によりパヴェリッチを国家の最高指導者（ポグラヴニク）として承認せざるを得なかった。4月16日、国防相兼クロアチア独立国軍総司令官としてパヴェリッチ政府に入閣。1942年までにパヴェリッチと対立し、政府内でのより大きな権限を要求した。その結果、1942年9月に国防相、1943年1月に総司令官を罷免される。
戦後、逮捕。1947年5月29日、ザグレブにおいて、ヴラディミル・コザク(en:Vladimir Košak)、ミロスラヴ・ナヴラティル（en:Miroslav Navratil）、メフメド・アライベゴヴィッチ（en:Mehmed Alajbegovic）、イヴァン・レチェヴィッチ(Ivan Perčević von Odavna)、オスマン・クレノヴィッチ(en:Osman Kulenović)、および駐クロアチア・ドイツ大使ジークフリート・カッシェ（Siegfried Kasche）等と共に、ユーゴスラビア軍法会議により裁判にかけられる。同年6月7日、被告全員に死刑が言い渡され、銃殺刑に処された。